# Rota do Cabo

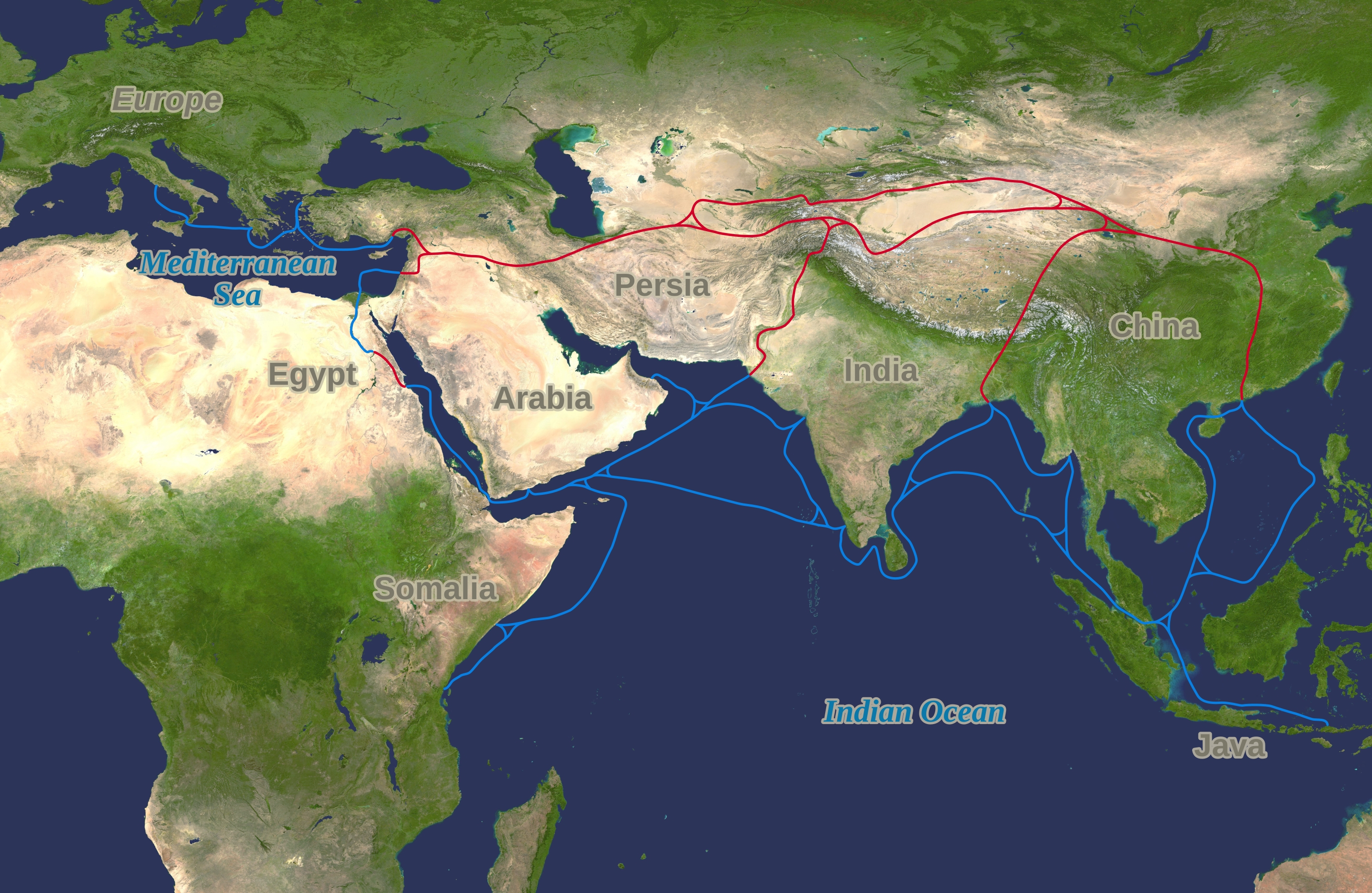
As importantes rotas comerciais da seda e das especiarias bloqueadas pelo Império otomano em 1453 foi o que motivou a procura de um caminho alternativo da Europa para o Oriente.

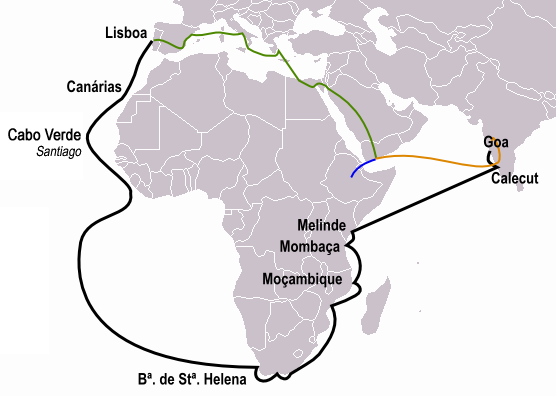
Caminho marítimo para a Índia, percorrido pela primeira vez por Vasco da Gama em 1498 (a preto).

A Rota do Cabo é a via marítima entre o Ocidente e o Oriente que passa ao largo do Cabo da Boa Esperança (Cabo das Tormentas), no extremo meridional do continente africano. O estabelecimento da Rota do Cabo resultou da experiência e ciência náutica dos portugueses no Oceano Atlântico. Quem a percorreu pela primeira vez, dentro das expedições do périplo africano, foi Vasco da Gama, que mostrou ser possível atingir a Índia pelo mar, chegando a Calecute em 1498. Era a realização de um sonho antigo: o contacto entre o Ocidente e o Oriente deixava de depender da Rota da Seda e prometia um grande rendimento à Coroa.
Desde a sua descoberta, a rota do Cabo foi dominada pelos portugueses, tendo-se efectuado, de 1498 a 1635, 917 partidas de armadas do Tejo. Durante mais de oitenta anos, as Armadas da Índia e as naus de especiarias puderam circular pela Rota do Cabo, fazendo a chamada carreira da Índia, sem sentirem qualquer ameaça; apenas no regresso, ao entrarem em águas açorianas, fase final da rota, eram atacados por piratas e corsários franceses e ingleses.
A importância comercial e política da Rota do Cabo foi enorme, ligando directamente as regiões produtoras do Oceano Índico aos seus mercados na Europa, com o comércio de especiarias a ser um importante motor da economia mundial desde o fim da Idade Média até aos tempos modernos. As tentativas francesas, como a de Jean Parmentier, que viajou até Sumatra em 1529, não ameaçaram de forma alguma o monopólio português, o que só começou a acontecer no século XVII, quando os holandeses e os ingleses passaram, de facto, a inspirar receios.
Em 1605 mercadores da Companhia Neerlandesa das Índias Orientais (VOC) capturaram o forte português nas ilhas Molucas. Os Holandeses viriam mais tarde a dominar, conquistando território aos portugueses, fazendo a navegação directa desde o Cabo da Boa Esperança até ao estreito de Sunda, na Indonésia. A 6 de Abril de 1652 o mercador da VOC Jan van Riebeeck estabeleceu um posto de reabastecimento próximo do Cabo da Boa Esperança, que evoluiu para se tornar a Cidade do Cabo, permitindo aos holandeses dominar a rota do Cabo.
Até à abertura do Canal de Suez em 1869, que liga o egípcio Porto Said no Mar Mediterrâneo, a Suez, no Mar Vermelho - permitindo que embarcações naveguem da Europa à Ásia sem ter de contornar a África pelo cabo da Boa Esperança - a Rota do Cabo ocupou um lugar de primeiro plano na economia mundial. Mais recentemente, voltou ao centro das atenções, como rota vital para o fornecimento de petróleo ao Ocidente, abalado com o encerramento à navegação daquele canal de 1967 até 1975.